# Oskar von Löwis

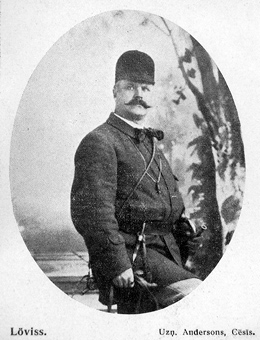
Oskar von Löwis

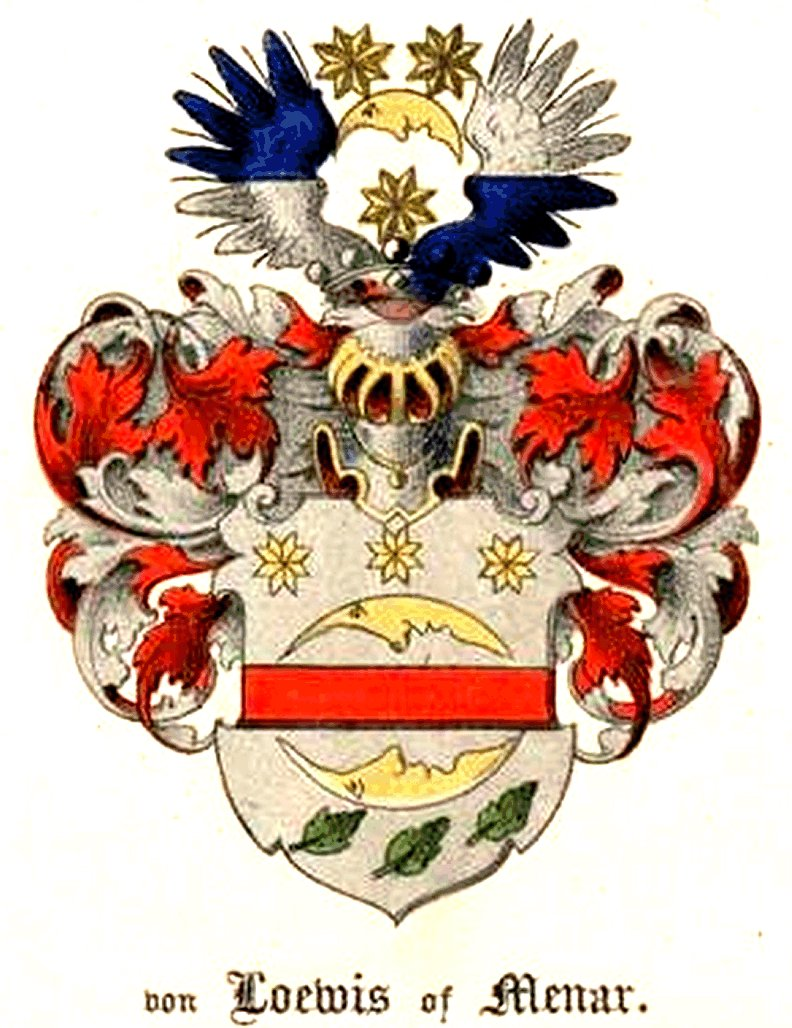
Herb rodu von Löwis of Menar

Oskar Engelhard von Löwis of Menar (łot. Oskars fon Lēviss, ur. 5 kwietnia 1838 w Gut Panten, zm. 6 sierpnia 1899 w Gut Kudling) – łotewski ornitolog niemieckiego pochodzenia.

## Życiorys
Syn Woldemara von Löwis (1807–1884) i Helene Juliane von Engelhardt (1811–1868). Ród von Löwis of Menar od 1630 roku miał włości w Liwonii, podarowane mu przez Gustawa IV Adolfa. Oskar urodził się w majątku Panten (obecnie Pantene, Valmiera). Podobnie jak ojciec, był zapalonym myśliwym. Od 14. roku życia uczył się w prywatnej szkole Schmidta w Fellinie. Następnie studiował ekonomię i fizykę na Uniwersytecie w Dorpacie w latach 1858–1861. Podczas studiów należał do korporacji akademickiej Livonia. Od 1862 do 1868 jako asesor (Ordnungsgerichts-Adjunkt) w sądzie w Walku. Od 1868 do 1872 pomocnik dyrektora Güter-Commission. Autor opracowań ornitofauny Liwonii. Członek Naturforschende Verein zu Riga. Właściciel majątków Kudling (obecnie Bānūži, zakupiona w 1869 i zarządzana przez niego do 1898), Pawasser (obecnie Pakalnieši) i Meiershof pod Wenden (obecnie Meijermuiža). Zmarł w 1898, wspomnienie pośmiertne poświęcił mu dr Carl R. Hennicke.
Jego brat Karl von Löwis (1855–1930) był archeologiem i historykiem.
25 czerwca 1870 ożenił się z Alexandrą Karoline von Frenmann (ur. 1852). Z tego małżeństwa urodzili się synowie Otto (1871), Max (1877) i Harry (1880) i córki Lilly (1876) oraz Adeline (1888).

## Prace
- Zur Charakteristik des Luchses (Felix lynx) in der Gefangenschaft. Der Zoologische Garten 7 (4), ss. 121-127 (1866)
- Zur Naturgeschichte des Elenthiers. Der Zoologische Garten ss. 221-222 (1867)
- Bemerkungen über den Schneehasen Livlands. Der Zoologische Garten ss. 16-20 (1877)
- Die wildlebenden Haartiere Livlands. Naturwissenschaftlicher Beobachter (1880)
- Die Reptilien Kur-, Liv- und Estlands: ein Handbüchlein für alle Naturfreunde in Stadt und Land. Riga: N. Kymmel's Buchhandlung, 1884
- Schwarze Eichhörnchen. Der Zoologische Garten (1884)
- Die wildlebenden baltischen Säugetiere. Baltische Monatschrift 32, s. 269 (1885)
- Das Elen (Alcus palmatus). Naturwissenschaftlicher Beobachter 27-28, ss. 316-319 (1886)
- Aus meinem ornithologischen Notizbuch. Der Zoologische Garten 27 s. 251 (1886)
- Wo hinaus? Ein Mahnruf betreffend die Verwirrung und Verwicklung der lateinisch-griechischen Vogelnamen. Naturwissenschaftlicher Beobachter s. 77, 109 (1888)
- Die Schwanzfedern des Auerhahns. Naturwissenschaftlicher Beobachter s. 156 (1888)
- Mitteilungen über die Kreuzotter. Naturwissenschaftlicher Beobachter s. 129 (1888)
- Mitteilungen über die Kreuzotter. Der Zoologische Garten 30 (5) (1889)
- Das Steppenhuhn in Livland. Ornithologische Monatsschrift s. 16 (1889)
- Orkanartiger Sturm in Livland. Ornithologische Monatsschrift s. 28 (1889)
- Ein Fuchs Index. Ornithologische Monatsschrift ss. 74-75 (1889)
- Frühjahrsnotizen aus Livland 1890. A. Gefiederte Räuber B. Frühe und unregelmässige Ankunft vieler Zugvögel. Ornithologische Monatsschrift ss. 299-307 (1890)
- Einige Mittheilungen aus Livland. 1. Der starke Sperber. 2. Vogelzugnotizen. 3. Horstende Uhu's. 4. Verlassener Adlerhost. 5. Sprosserräuber. 6. Schwarzplättchens Tod. Ornithologische Monatsschrift ss. 332-338 (1891)
- Die Schwarzamsel im mitlleren Livland. Der Zoologische Garten 33, s. 94 (1892)
- Das Haselhuhn in Livland. Der Zoologische Garten 33 (1892)
- Zur Geschichte des Haselhuhns und zur Monographie desselben von Professor S. Valentinitsch. Ornithologische Monatsschrift ss. 191-196 (1892)
- Lokal-Ornis zweier engbegrenzter Plätze in mittleren Livland. Ornithologische Monatsschrift ss. 119-135 (1892)
- Ornithologische Notizen aus Livland 1893. Ornithologische Monatsschrift ss. 65-68 (1894)
- Ievērojamākie Baltijas putni. Rīga: Ernsts Plates, 1893
- Weggelegte Eier vom Uhu. Ornithologische Monatsschrift s. 122 (1893)
- Unsere Baltischen Singvögel. Reval: Franz Kluge, 1895
- Beobachtunngen aus Livland. Ornithologische Monatsberichte (1897)
- Seltene weibliche Eifersucht bei Vögeln. Ornithologische Monatsschrift ss. 128-131 (1897)
- Diebe und Käuber in der Baltischen Vogelwelt. Riga: Deubner, 1898
- Notizen aus den baltischen Provinzen. Ornith. Monatsber. 6 (12), ss. 196-198 (1898)
- Jagdbilder aus Livland. Der Zoologische Garten 40, ss. 24-26 (1899)
- Störungen in Brutleben der Vögel auf einem livländischen Gutshof. Ornithologische Monatsschrift ss. 25-30 (1898)